# Wojciech Sarnowski
Wojciech Sarnowski herbu Jastrzębiec – chorąży mniejszy łęczycki w latach 1617–1646.
Był elektorem Władysława IV Wazy z województwa łęczyckiego w 1632 roku.